# جوناثان هوارد (ممثل)
جوناثان هوارد (بالإنجليزية: Jonathan Howard)‏(23 يناير1987- )، هو ممثل بريطاني، ولد في لانكشر في المملكة المتحدة. اشتهر بدوره في المسلسل التلفزيوني البريطاني Dream Team وفي فيلم ثور: العالم المظلم (2013).

## أعمال

### أفلام
- (2013)  العالم المظلم[5][6][7]

## وصلات خارجية
- جوناثان هوارد على موقع IMDb (الإنجليزية)
- جوناثان هوارد على موقع قاعدة بيانات الفيلم (الإنجليزية)